# كين ريتشاردز
كين ريتشاردز (بالإنجليزية: Ken Richards)‏ هو لاعب دوري الرغبي وكاتب سيناريو بريطاني، ولد في 29 يناير 1934 في بريدجند ‏ في المملكة المتحدة، وتوفي بنفس المكان في 8 يناير 1972.